# Rallye d'Indonésie
Le rallye d'Indonésie Gudang Garam (depuis 2000, mais essentiellement Bank Utama antérieurement) est une course automobile de rallye.

## Histoire
La première édition eu lieu en 1976, l'épreuve s'appelant alors President Soeharto Challenge Trophy durant les années 1980. 
Elle est actuellement inscrite au championnat d'Asie-Pacifique des rallyes (APRC), et fut toutefois incorporée par deux fois au championnat du monde des rallyes, en 1996 et 1997 après deux années de négociations, éditions remportées toutes les deux par Carlos Sainz (déjà Champion d'Asie-Pacifique en 1990), Colin McRae devant abandonner sur deux accidents alors qu'il survolait largement les débats.
Ce rallye terre disputé le plus souvent à travers des plantations de caoutchoucs et de palmiers à huile était aussi prévu au calendrier mondial 1998, mais il ne fut pas retenu finalement en raison de troubles civils dans les zones intéressées, tout comme sa demande pour le championnat 2010. Localisé sur l'équateur, les températures étaient de fait très élevées et couplées à des pluies incessantes et une humidité moyenne de plus de 90%, les équipages buvant plus de dix litres d'eau par jour. Les boues extrêmement glissantes nécessitèrent même la conception d'un pneumatique spécialement adapté, par le manufacturier Pirelli.

## Palmarès
| Année | Pilote            | Copilote          | Véhicule          |
| ----- | ----------------- | ----------------- | ----------------- |
| 1986  | Beng Soeswanto    | Adiguna Sutowo    | Ford TX 3         |
| 1987  | John Bosch        | Kevin Gourmley    | Audi Quattro      |
| 1988  | Beng Soeswanto    | Adiguna Sutowo    | Mitsubishi Lancer |
| 1989  | Ross Dunkerton    | Mej Zainuddin     | Mitsubishi Galant |
| 1990  | Kenjiro Shinozuka | John Meadows      | Mitsubishi Galant |
| 1991  | Ross Dunkerton    | Fred Gocentas     | Mitsubishi Galant |
| 1992  | Ross Dunkerton    | Fred Gocentas     | Mitsubishi Galant |
| 1993  | Possum Bourne     | Rodger Freeth     | Subaru Legacy     |
| 1994  | Kenneth Eriksson  | Staffan Parmander | Mitsubishi Lancer |
| 1995  | Colin McRae       | Derek Ringer      | Subaru Impreza    |
| 1996  | Carlos Sainz      | Luis Moya         | Ford Escort WRC   |
| 1997  | Carlos Sainz      | Luis Moya         | Ford Escort WRC   |
| 2000  | Karamjit Singh    | Allen Oh          | Proton Pert       |
| 2001  | Chandra Alim      | Prihatim Kasiman  | Mitsubishi Lancer |
| 2002  | Rifat Sungkar     | Mohamad Herkusuma | Mitsubishi Lancer |
| 2003  | Rifat Sungkar     | Karel Hailatu     | Mitsubishi Lancer |
| 2004  | Hery Agung        | Hade Mboi         | Mitsubishi Lancer |
| 2005  | Jussi Välimäki    | Jarkko Kalliolepo | Mitsubishi Lancer |
| 2006  | Toshi Arai        | Tony Sircombe     | Subaru Impreza    |
| 2007  | Jussi Välimäki    | Jarkko Kalliolepo | Mitsubishi Lancer |
| 2008  | Gaurav Gill       | Jagder Singh      | Mitsubishi Lancer |
| 2009  | Cody Crocker      | Ben Atkinson      | Subaru Impreza    |

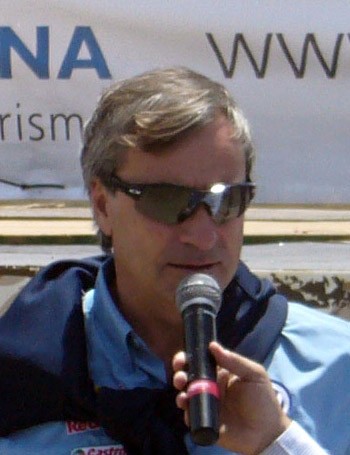
Carlos Sainz, double vainqueur WRC en 1996 et 1997.

(les éditions 1996 et 1997 comptent pour le WRC; de 2005 à 2009 le rallye compte pour l'APRC)